# Championnats d'Amérique du Sud d'athlétisme 1981
Navigation
Bucaramanga 1979 Santa Fe 1983
Les 31e Championnats d'Amérique du Sud d'athlétisme ont eu lieu à La Paz, en Bolivie.

## Résultats

### Épreuves masculines
| Épreuves | Or                                                                 | Or                  | Argent                       | Argent              | Bronze                   | Bronze              |
| --- | ------------------------------------------------------------------ | ------------------- | ---------------------------- | ------------------- | ------------------------ | ------------------- |
| 100 mètres | Katsuhiko Nakaya Brésil                                            | 10 s 1 (A) CR       | Altevir de Araújo Brésil     | 10 s 3 (A)          | Luis Schneider Chili     | 10 s 3 (A)          |
| 200 mètres | Paulo Correia Brésil                                               | 20 s 2 (A) CR       | Héctor Daley Panama          | 20 s 5 (A)          | Luis Schneider Chili     | 20 s 5 (A)          |
| 400 mètres | Geraldo Pegado Brésil                                              | 46 s 8 (A)          | Gerson de Souza Brésil       | 47 s 8 (A)          | Pablo Squella Chili      | 48 s 0 (A)          |
| 800 mètres | Cristián Molina Chili                                              | 1 min 53 s 6 (A)    | José Luiz Barbosa Brésil     | 1 min 54 s 7 (A)    | Wilson dos Santos Brésil | 1 min 55 s 9 (A)    |
| 1 500 mètres | Emilio Ulloa Chili                                                 | 4 min 7 s 1 (A)     | Johnny Pérez Bolivie         | 4 min 8 s 0 (A)     | Jaime Punina Équateur    | 4 min 9 s 0 (A)     |
| 5 000 mètres | Víctor Mora Colombie                                               | 15 min 23 s 9 (A)   | Silvio Salazar Colombie      | 15 min 51 s 4 (A)   | Johnny Pérez Bolivie     | 15 min 59 s 4 (A)   |
| 10 000 mètres | Víctor Mora Colombie                                               | 31 min 56 s 4 (A)   | Silvio Salazar Colombie      | 32 min 57 s 1 (A)   | Hugo Gavino Pérou        | 33 min 30 s 9 (A)   |
| Semi-marathon | Víctor Mora Colombie                                               | 1 h 10 min 42 s (A) | Alfonso Torres Colombie      | 1 h 13 min 20 s (A) | René Moldez Bolivie      | 1 h 14 min 54 s (A) |
| 3000 mètres steeple | Emilio Ulloa Chili                                                 | 9 min 53 s 2 (A)    | Johnny Pérez Bolivie         | 9 min 54 s 2 (A)    | Elói Schleder Brésil     | 10 min 19 s 8 (A)   |
| 110 mètres haies | Juan Carlos Fuentes Chili                                          | 14 s 2 (A)          | Wellington da Nobrega Brésil | 14 s 4 (A)          | Andrés Lyon Chili        | 14 s 4 (A)          |
| 400 mètres haies | Antônio Díaz Ferreira Brésil                                       | 52 s 3 (A)          | Pablo Squella Chili          | 52 s 7 (A)          | Donizete Soares Brésil   | 53 s 0 (A)          |
| Saut en hauteur | Jorge Archanjo Brésil                                              | 2,15 m (A) CR       | Cláudio Freire Brésil        | 2,10 m (A)          | Daniel Wolfberg Chili    | 2,05 m (A)          |
| Saut à la perche | Fernando Hoces Chili                                               | 4,90 m (A) CR       | Fernando Ruocco Uruguay      | 4,70 m (A)          | Renato Bortolocci Brésil | 4,60 m (A)          |
| Saut en longueur | Francisco Pichott Chili                                            | 7,55 m (A)          | Luís de Souza Brésil         | 7,25 m (A)          | Cláudio Flores Brésil    | 7,25 m (A)          |
| Triple saut | João Carlos de Oliveira Brésil                                     | 17,05 m (A) CR      | Francisco Pichott Chili      | 16,23 m (A)         | Ángel Gagliano Argentine | 15,95 m (A)         |
| Lancer du poids | Gert Weil Chili                                                    | 17,48 m (A)         | Juan Turri Argentine         | 16.,54 m (A)        | José Jacques Brésil      | 16,31 m (A)         |
| Lancer du disque | José Jacques Brésil                                                | 52,10 m (A)         | Alejandro Serrano Chili      | 48,94 m (A)         | Andrés Pérez Chili       | 45,44 m (A)         |
| Lancer du marteau | Ivam Bertelli Brésil                                               | 62,40 m (A)         | Celso de Moraes Brésil       | 61,22 m (A)         | Daniel Gómez Argentine   | 59,72 m (A)         |
| Lancer du javelot | José de Souza Brésil                                               | 75,02 m (A) CR      | Luis Lucumí Colombie         | 71,76 m (A)         | Amilcar de Barros Brésil | 70,12 m (A)         |
| Décathlon | Paulo Lima Brésil                                                  | 7 383 pts (A)       | Claudio Escauriza Paraguay   | 6 702 pts (A)       | Fernando Brito Brésil    | 6 607 pts (A)       |
| 20 kilomètres marche | Osvaldo Morejón Bolivie                                            | 1 h 51 min 22 s (A) | Ernesto Alfaro Colombie      | 1 h 52 min 52 s (A) | Waldemar da Silva Brésil | 1 h 53 min 10 s (A) |
| Relais 4 × 100 mètres | Brésil Paulo Correia Paulo Lima Katsuhiko Nakaia Altevir de Araujo | 39 s 6 (A) CR       | Chili                        | 40 s 4 (A)          | Pérou                    | 40 s 8 (A)          |
| Relais 4 × 400 mètres | Brésil                                                             | 3 min 9 s 5 (A)     | Chili                        | 3 min 11 s 8 (A)    | Argentine                | 3 min 12 s 2 (A)    |
| Records et Performances - AR : Record continental (area record) - CR : Record des championnats (championship record) - MR : Record du meeting (meet record) - NR : Record national (national record) - OR : Record olympique (olympic record) - PR : Record paralympique (paralympic record) - PB : Record personnel (personal best) - SB : Meilleure performance personnelle de la saison (season's best) - WL : Meilleure performance mondiale de l'année (world leader) - WJR : Record du monde junior (world junior record) - WR : Record du monde (world record) Circonstances et Conditions - DNF : N'a pas terminé (did not finish) - DNS : N'a pas pris le départ (did not start) - DQ : Disqualification (disqualification) - NM : Aucun essai valable enregistré (No Mark) - Q : Qualifié « directement » au prochain tour (ou à la prochaine compétition), lors d'une compétition majeure, grâce au classement ou à la réalisation des minima (automatic qualifier) - q : Qualifié au prochain tour (ou à la prochaine compétition), lors d'une compétition majeure, grâce au repêchage ou à la réalisation de l'une des meilleures performances parmi celles des « non qualifiés directement » (grâce au meilleur temps ou à la meilleure distance par exemple) (secondary qualifier) |                                                                    |                     |                              |                     |                          |                     |

La mention (A) signifie que la performance a été affectée par l'altitude.

### Épreuves féminines
| Épreuves | Or                          | Or                   | Argent                      | Argent            | Bronze                        | Bronze            |
| --- | --------------------------- | -------------------- | --------------------------- | ----------------- | ----------------------------- | ----------------- |
| 100 mètres | Carmela Bolívar Pérou       | 11 s 2 (A) CR        | Daisy Salas Chili           | 11 s 4 (A)        | Sueli Machado Brésil          | 11 s 4 (A)        |
| 200 mètres | Eucaris Caicedo Colombie    | 23 s 6 (A)           | Sueli Machado Brésil        | 23 s 8 (A)        | Carmela Bolívar Pérou         | 24 s 0 (A)        |
| 400 mètres | Eucaris Caicedo Colombie    | 53 s 6 (A) CR        | Tânia Miranda Brésil        | 55 s 7 (A)        | Silvia Augsburger Argentine   | 56 s 0 (A)        |
| 800 mètres | Gloria González Chili       | 2 min 17 s 7 (A)     | Luz Villa Colombie          | 2 min 19 s 1 (A)  | Sandra Ferreira Brésil        | 2 min 21 s 5 (A)  |
| 1 500 mètres | Norma Vallejos Chili        | 4 min 57 s 9 (A)     | Nancy Chiliquinga Équateur  | 5 min 01 s 9 (A)  | Mery Rojas Bolivie            | 5 min 04 s 0 (A)  |
| 3 000 mètres | Maricruz Sangines Bolivie   | 11 min 04 s 2 (A) CR | Norma Vallejos Chili        | 11 min 09 s 0 (A) | Mery Rojas Bolivie            | 11 min 20 s 5 (A) |
| 100 mètres haies | Juraciara da Silva Brésil   | 13 s 5 (A) CR        | Nancy Vallecilla Équateur   | 13 s 8 (A)        | Beatriz Capotosto Argentine   | 13 s 9 (A)        |
| 400 mètres haies | Conceição Geremias Brésil   | 60 s 0 (A) CR        | Nancy Vallecilla Équateur   | 62 s 2 (A)        | Maria Ferreira Brésil         | 62 s 7 (A)        |
| Saut en hauteur | Ana Maria Marcón Brésil     | 1,84 m (A) CR        | Beatriz Bonfim Brésil       | 1,77 m (A)        | Liliana Arigoni Argentine     | 1,71 m (A)        |
| Saut en longueur | Conceição Geremias Brésil   | 6,26 m (A) CR        | Araceli Bruschini Argentine | 6,22 m (A)        | Graciela Acosta Uruguay       | 5,97 m (A)        |
| Lancer du poids | Marinalva dos Santos Brésil | 14,80 m (A)          | Maria Fernandes Brésil      | 13,18 m (A)       | Patricia Guerrero Pérou       | 12,97 m (A)       |
| Lancer du disque | Odete Domingos Brésil       | 47,62 m (A)          | Selene Saldarriaga Colombie | 44,22 m (A)       | Gloria Martínez Chili         | 41,36 m (A)       |
| Lancer du javelot | Marli dos Santos Brésil     | 50,52 m (A)          | Carolina Weil Chili         | 49,96 m (A)       | Ana María Campillay Argentine | 47,70 m (A)       |
| Heptathlon | Yvonne Neddermann Argentine | 5451 pts (A) CR      | Olga Verissimo Brésil       | 5116 pts (A)      | Paola Raab Chili              | 5081 pts (A)      |
| Relais 4 × 100 mètres | Brésil                      | 45 s 3 (A) CR        | Pérou                       | 46 s 7 (A) NR     | Argentine                     | 46 s 9 (A)        |
| Relais 4 × 400 mètres | Brésil                      | 3 min 49 s 4 (A)     | Argentine                   | 3 min 51 s 0 (A)  | Chili                         | 3 min 59 s 3 (A)  |
| Records et Performances - AR : Record continental (area record) - CR : Record des championnats (championship record) - MR : Record du meeting (meet record) - NR : Record national (national record) - OR : Record olympique (olympic record) - PR : Record paralympique (paralympic record) - PB : Record personnel (personal best) - SB : Meilleure performance personnelle de la saison (season's best) - WL : Meilleure performance mondiale de l'année (world leader) - WJR : Record du monde junior (world junior record) - WR : Record du monde (world record) Circonstances et Conditions - DNF : N'a pas terminé (did not finish) - DNS : N'a pas pris le départ (did not start) - DQ : Disqualification (disqualification) - NM : Aucun essai valable enregistré (No Mark) - Q : Qualifié « directement » au prochain tour (ou à la prochaine compétition), lors d'une compétition majeure, grâce au classement ou à la réalisation des minima (automatic qualifier) - q : Qualifié au prochain tour (ou à la prochaine compétition), lors d'une compétition majeure, grâce au repêchage ou à la réalisation de l'une des meilleures performances parmi celles des « non qualifiés directement » (grâce au meilleur temps ou à la meilleure distance par exemple) (secondary qualifier) |                             |                      |                             |                   |                               |                   |

La mention (A) signifie que la performance a été affectée par l'altitude.

## Tableau des médailles
| Rang | Nation    | Or | Argent | Bronze | Total |
| ---- | --------- | -- | ------ | ------ | ----- |
| 1    | Brésil    | 21 | 12     | 12     | 45    |
| 2    | Chili     | 9  | 8      | 9      | 26    |
| 3    | Colombie  | 5  | 7      | 0      | 12    |
| 4    | Bolivie   | 2  | 2      | 4      | 8     |
| 5    | Argentine | 1  | 3      | 8      | 12    |
| 6    | Pérou     | 1  | 1      | 4      | 6     |
| 7    | Équateur  | 0  | 3      | 1      | 4     |
| 8    | Uruguay   | 0  | 1      | 1      | 2     |
| 9    | Panama    | 0  | 1      | 0      | 1     |
| 9    | Paraguay  | 0  | 1      | 0      | 1     |